# 联众
联众（Lianzhong，港交所：6899），是在中华人民共和国运作一家在线游戏网站，由鲍岳桥、简晶、王建华于1998年创办，目前由海虹控股和韩国nhn控股，主营棋牌及休闲游戏。
在2004年时，联众曾独霸了中国棋牌类网络游戏85%的份额，直到腾讯的QQ游戏加入。QQ游戏依托着广大的QQ用户迅速的得到了发展，并在2009年第二季度超越盛大成为中国互联网最大的游戏公司。而今天的联众却早已风光不再，市场份额仅1%而已。

## 事件
2018年4月，公安部指挥河南、北京、广西等地公安机关联合行动，侦破联众公司棋牌事业部利用网游平台开设赌场案，抓获联众公司执行副总裁秦某、棋牌事业部负责人徐某、大客户部负责人周某及“银商”张某等36名犯罪嫌疑人，冻结涉案资金6500余万元。经初步审查，2010年以来联众公司棋牌事业部下属“德州扑克”项目，涉赌资金收入累计达3.35亿元。受此影响，联众在5月8日开盘前宣布停牌。

## 脚注
1. ↑  联众世界简介 （页面存档备份，存于）新浪科技
2. ↑  联众一年巨亏3448万元 自救失败身陷困境 （页面存档备份，存于）搜狐IT
3. ↑  联众已完成MBO 2011年欲上演王者归来 （页面存档备份，存于）techweb
4. ↑  .   [2018-05-12]. （原始内容存档于2019-07-24）.